# Дебочица
Дебочѝца е село в Югозападна България. То се намира в община Благоевград, област Благоевград.

## География
Село Дебочица се намира в планински район.

## История
В 1891 година Георги Стрезов пише за селото:
| „ | Дубучища, на З от града, на разстояние от 5 часа. Околност планиниста и гола, селянете се минуват главно със скотоводство. 80 къщи, българе. | “ |

## Население
Към 1900 година според известната статистика на Васил Кънчов („Македония. Етнография и статистика“) населението на селото брои 450 души, всичките българи-християни.
Численост на населението според преброяванията през годините:
| \| Година на преброяване \| Численост \| \| --------------------- \| --------- \| \| 1934 \| 451 \| \| 1946 \| 473 \| \| 1956 \| 395 \| \| 1965 \| 391 \| \| 1975 \| 208 \| \| 1985 \| 82 \| \| 1992 \| 57 \| \| 2001 \| 29 \| \| 2011 \| 15 \| \| 2021 \| 10 \| |           |
| Година на преброяване | Численост |
| 1934 | 451       |
| 1946 | 473       |
| 1956 | 395       |
| 1965 | 391       |
| 1975 | 208       |
| 1985 | 82        |
| 1992 | 57        |
| 2001 | 29        |
| 2011 | 15        |
| 2021 | 10        |

### Етнически състав
Преброяване на населението през 2011 г.
Численост и дял на етническите групи според преброяването на населението през 2011 г.:
|                     | Численост | Дял (в %) |
| Общо                | 15        | 100.00    |
| Българи             | 15        | 100.00    |
| Турци               | 0         | 0.00      |
| Цигани              | 0         | 0.00      |
| Други               | 0         | 0.00      |
| Не се самоопределят | 0         | 0.00      |
| Неотговорили        | 0         | 0.00      |

## Личности
Родени в Дебочица
- Илия Пандурски (1893 – 1925), български революционер от ВМРО и МФО, по-късно минал на сръбска служба
- Стоян Иванов, доброволец в четата на Иван Атанасов – Инджето през Сръбско-българската война в 1885 година[7]

Починали в Дебочица
- Васил Мутафов (1868 – 1895), български военен и революционер
- Васил Николов Гочов, български военен деец, подпоручик, загинал през Междусъюзническа война[8]